# Holboellia
Genre
Classification APG III (2009)
Holboellia est un genre de plantes à fleurs de la famille des Lardizabalacées. Il est originaire des zones himalayennes, principalement de Chine.
Nom chinois : 八月瓜属 

## Description[1]
Les plantes de ce genre sont des plantes vivaces, grimpantes aux tiges ligneuses.
Les feuilles sont alternes, souvent persistantes. Imparipennées, relativement symétriques, elles comptent trois, cinq ou neuf folioles. Les pétiolules latéraux sont plus petits que le pétiolule terminal.
L’inflorescence est axillaire en racème corymbiforme.
Les fleurs sont monoïques et comptent toutes six sépales, de couleur blanc-verdâtre à violet, mais aussi six pétales très menus, opposés aux étamines ou aux staminodes et nectarifères : ce dernier caractère est distinctif du genre Stauntonia (mais pas du genre Parvatia).
Les fleurs mâles ont six étamines libres, au filet non soudé au style : ce caractère est distinctif des genres Stauntonia et Parvatia.
Les fleurs femelles possèdent trois carpelles et six staminodes.
Les fruits sont des follicules indéhiscents, pulpeux, de forme oblongue à ellipsoïdale, les graines sont disposées dans la pulpe en deux rangées parallèles au sein du carpelle de part et d'autre de sa suture.

## Position taxonomique et historique
Nathaniel Wallich décrit ce genre en 1824. Il le dédie à Frederick Louis Holbøll, conservateur de 1793 à 1829 du jardin botanique de Copenhague. Il y décrit deux espèces : Holboellia angustifolia et Holboellia latifolia, cette dernière étant l'espèce-type.
Un peu plus tard, Nathaniel Wallich semble avoir réuni le genre avec celui décrit par De Candole : Stauntonia (cela est signalé par Joseph Decaisne).
En 1827, Kurt Sprengel assure une nouvelle description, avec une modification orthographique : Hollböllia, au point que cette dénomination est considérée comme un homonyme illégal.
En 1831, William Jackson Hooker crée un homonyme dans la famille des Poacées. L'homonymie est levée par Joseph Decaisne en 1839, qui très justement conteste ce réemploi et renomme donc le genre en Lopholepis.
Par la suite, le genre va osciller entre un maintien comme genre autonome - position de François Gagnepain ou Alfred Rehder et Ernest Henry Wilson - et une intégration dans le genre Stauntonia - position de William Botting Hemsley -.
Les récentes études phylogénétiques le maintiennent toutes comme genre distinct (Wang Wei et al. et Wang Feng et al., en référence).

## Liste des espèces
Le genre ne comprend que quinze espèces avec de nombreux synonymes. La liste est issue de différents index (l'index international des noms de plante, index du jardin botanique de Saint Louis du Missouri, the Plant List) et des documents cités en référence. Les espèces conservées dans le genre sont mises en caractères gras :
- Holboellia acuminata Lindl. (1847) - Voir Holboellia angustifolia Wall.
- Holboellia angustifolia Wall. (1824)
  - Holboellia angustifolia var. angustissima Diels (1901) - Voir Holboellia angustifolia Wall.
  - Holboellia angustifolia subsp. linearifolia T.Chen & H.N.Qin (1997)
  - Holboellia angustifolia var. minima Reaub. (1906) - Voir Holboellia angustifolia Wall.
  - Holboellia angustifolia subsp. obtusa (Gagnep.) H.N.Qin (1997)
  - Holboellia angustifolia subsp. trifoliata H.N.Qin (1997)
- Holboellia apetala Q.Xia, J.Z.Suen & Z.X.Peng (1990) - Voir Archakebia apetala (Q.Xia, J.Z.Sun & Z.X.Peng) C.Y.Wu, T.C.Chen & H.N.Qin
- Holboellia bambusifolia T.Chen (1982)
- Holboellia brachyandra H.N.Qin (1997)
- Holboellia brevipes (Hemsl.) P.C.Kuo (1974) - Voir Holboellia coriacea Diels
- Holboellia chapaensis Gagnep. (1938)
- Holboellia chinensis (Franch.) Diels (1900) - Voir Sinofranchetia chinensis (Franch.) Hemsl.
- Holboellia chinensis Reaub. (1906) - Voir Sinofranchetia chinensis (Franch.) Hemsl.
- Holboellia coriacea Diels (1900)
  - Holboellia coriacea var. angustifolia Pamp. (1915) - Voir Holboellia coriacea Diels
- Holboellia crassifolia H.N.Qin (1997)
- Holboellia cuneata Oliv. (1889) - Voir Sargentodoxa cuneata (Oliv.) Rehder & E.H.Wilson
- Holboellia fargesii Reaub. (1906) - Voir Holboellia angustifolia Wall.
- Holboellia filamentosa (Griff.) H.N.Qin (1997) - Voir Holboellia latifolia Wall.
- Holboellia formosana (Hayata) Hayata (1919) - Voir Stauntonia obovata Hemsl.
- Holboellia grandiflora Reaub. (1906)
- Holboellia khasiana T.K.Paul & M.P.Nayar (1987)
- Holboellia latifolia Wall. (1824)
- Holboellia latifolia Franch. (1885) - Voir Holboellia angustifolia Wall.
  - Holboellia latifolia var. acuminata  (Lindl.) Gagnep. (1908) - Voir Holboellia angustifolia Wall.
  - Holboellia latifolia var. angustifolia (Wall.) Hook.f. & Thomson (1872) - Voir Holboellia angustifolia Wall.
  - Holboellia latifolia var. bracteata Gagnep. (1908) - Voir Holboellia angustifolia Wall.
  - Holboellia latifolia subsp. chartacea C.Y.Wu & S.H.Huang ex H.N.Qin (1997)
  - Holboellia latifolia var. obtusa Gagnep. (1908) - Voir Holboellia angustifolia subsp. obtusa (Gagnep.) H.N.Qin
- Holboellia latistaminea T.C.Chen (2007)
- Holboellia linearifolia (T.Chen & H.N.Qin) T.Chen (2001)
- Holboellia marmorata Hand.-Mazz. (1921) - Voir Holboellia angustifolia Wall.
- Holboellia medogensis H.N.Qin (1997)
- Holboellia obovata (Hemsl.) Chun (1934) - Voir Stauntonia obovata Hemsl.
- Holboellia ovatifoliolata Y.C.Wu & T.Chen (1979) - Voir Holboellia latifolia Wall.
- Holboellia parviflora (Hemsl.) Gagnep. (1908)
- Holboellia pterocaulis T.Chen & Q.H.Chen (1986)
- Holboellia reticulata C.Y.Wu (1979) - Voir Holboellia chapaensis Gagnep.
- Holboellia rotundifolia C.Y.Wu (1993)

## Distribution
Ce genre est originaire des zones himalayennes, principalement de Chine.
L'usage ornemental de plusieurs espèces en lianes décoratives l'ont répandu à l'ensemble des zones tempérées.

## Utilisation
Les fruits de quelques espèces de ce genre sont comestibles (pulpe).
La principale utilisation actuelle est ornementale.